# Lorena York
Lorena York is een Amerikaans televisieactrice. Ze werkt als presentatrice voor LATV Live. Ze had gastrollen in series als iCarly en Moonlight. Haar filmdebuut was dat in Party Foul.

## Filmografie
- Hollywood Heights (2012)
- Outnumbered (2009)
- Eleventh Hour (2008)
- iCarly (2008)
- Moonlight (2007)
- The Virgin of Akron, Ohio (2007)
- The Substance of Things Hoped For (2006)
- Virginia (2005)
- LATV Live (2003) als presentatrice (2004-heden)
- CSI: Miami (2004)
- Summerland (2004)
- The Pact (2004)
- Bob Steel (2004)
- Party Foul (2003)